# Алечгорн
Алечгорн (нім. Aletschhorn) — гора висотою 4 193 м.н.м. в Бернських Альпах. Вона є друга за висотою після Фінстерааргорну в цій частині Альп та єдина з найвищих гір цієї частини, яка повністю розташована в кантоні Вале.

## Опис

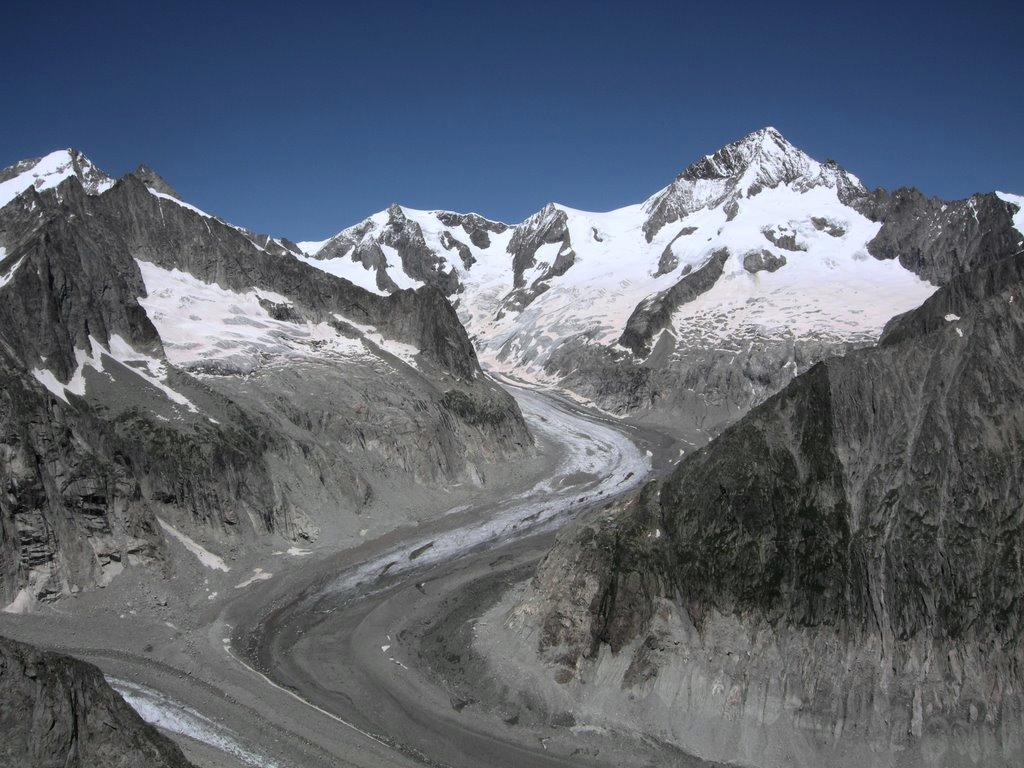
Алечгорн (справа) від льодовика Обералеч

Гора є найвищою точкою хребта, який розташований паралельно основному хребту (вододілу) Альп, а отже відділяє основний хребет Бернських Альп від Пеннінських Альп. Разом з горою Бічхорн, Алечгорн розташований у центральній позиції по відношенню до високих гірських вершин довкола нього, тому ця гора часто вважається найкращою для панорамного погляду на красу високих Альп.
На її північному боці лежить Алечфірн, що є частиною Великого Алецького льодовика. З південного заходу розташований льодовик Обералеч, а на південному сході — льодовик Міттельалеч. Обидва ці льодовики розташовані у басейні річки Масса, що бере початок у Великому Алецькому льодовику та впадає в річку Рона.
Алечгорн вважається найхолоднішою горою в усіх Альпах.
Віддалене розташування Алечгорну та його оточення льодовиками є причиною того, що ця гора, незважаючи на її висоту та краєвиди, відвідується і відома значно менше, ніж Юнгфрау та Айгер, розташовані лише в 10 км на північ.

## Альпінізм

### Історія підкорення

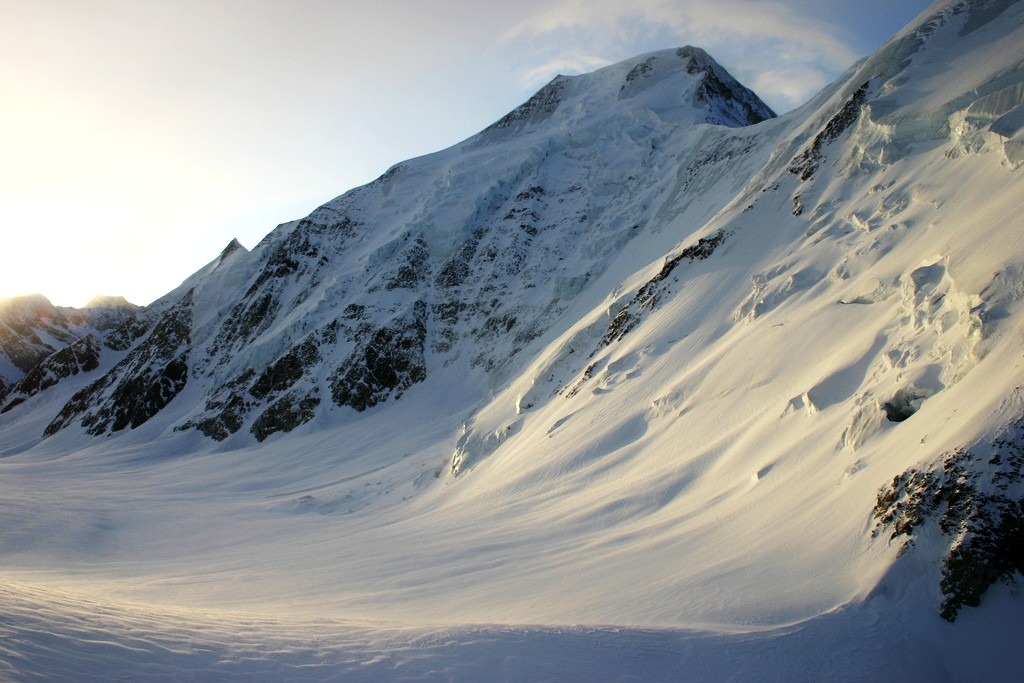
Північна стіна Алечгорну від Льотченлюке

Алечгорн був вперше підкорений майже на 50 років пізніше після підкорення Юнгфрау, хоча при перших сходженнях на Юнгфрау альпіністи використовували базові табори на Алечфірні, у підніжжя Алечгорну.
Перше сходження на Алечгорн здійснили у 1859 році Франсіс Фокс Такет з гідами Й. Й. Бенненом, В. Тайрацом та П. Бореном. Експедиція провела ніч у якихось заглибинах у скелі над льодовиком Міттельалеч (на східній стороні гори), а наступного дня, 18 червня розпочала підйом та досягла снігового гребеня між вершиною Драйекгорн та головною вершиною Алечгорну. Прохід по такому гребеню у таку пору року, коли сніг ще не ущільнився, був досить ризикований, а нахил фірну бл.50° вимагав обережності. Однак вони досягли вершини без великих ускладнень. На горі вони відчули дуже низьку температуру та сильні вітри, які несли сніг та погрожували знести і них.

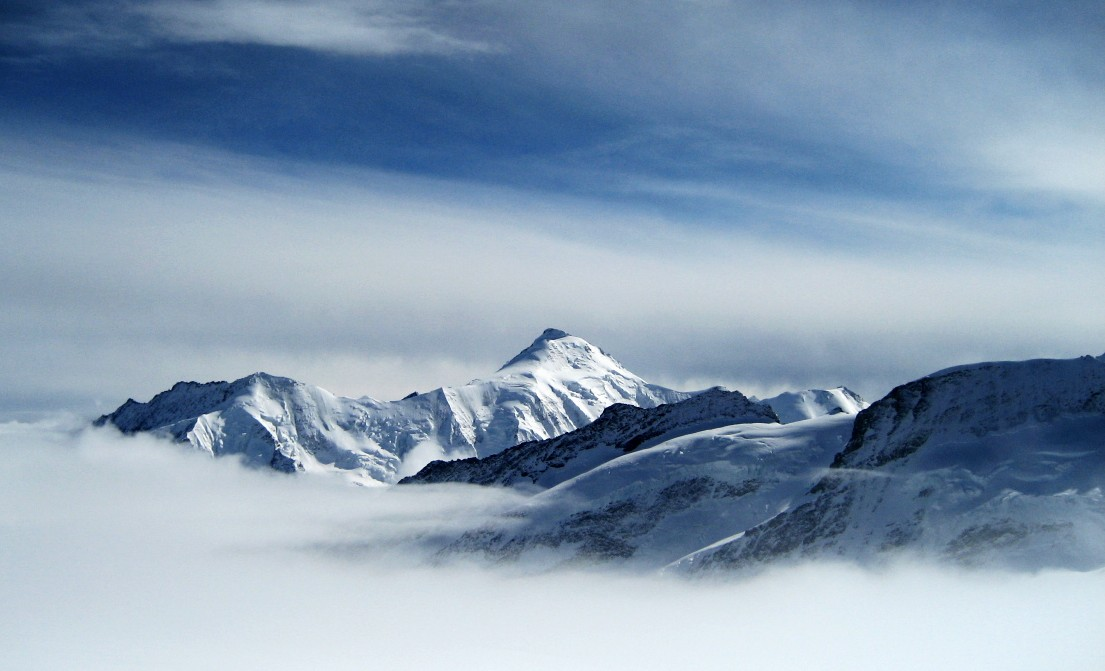
Алечгорн від Юнгфрауйох

Після того, як вони досягли вершини, Такет відділився від Беннена та разом з Бореном та Тайрацом спустився по північній стороні. Він мав намір спуститися безпосередньо до долини Льоченталь, однак невдовзі після початку спуску майже під їх ногами розпочалася лавина. Вони дуже обережно піднялися назад та спустилися по Міттельалечу.

### Маршрути
Північно-східний гребінь
- Важкість: шкала SAC — WS+ (шкала Frz.: PD+)
- Тривалість: 4–5 годин
- Вихідна точка: прихисток-бівуак Mittelaletschbiwak (3 013 м.н.м.)
- Точка (громада) в долині: Фіш (1049 м.н.м.)

Північно-західний гребінь 
- Важкість: шкала SAC — ZS, III (шкала Frz.: AD; з III ступенем складності скелелазіння за шкалою UIAA)
- Тривалість: 8 годин
- Вихідна точка: прихистки Oberaletschhütte (2 640 м.н.м.)
- Точка (громада) в долині: Блаттен бай Натерз (1 322 м.н.м.)

Південно-східний гребінь
- Важкість: шкала SAC — ZS (шкала Frz.: AD)
- Тривалість: 7–8 годин
- Вихідна точка: прихистки Oberaletschhütte (2 640 м.н.м.)
- Точка в долині: Блаттен бай Натерз (1 322 м.н.м.)

Південно-західне ребро
- Важкість: шкала SAC — ZS, II (Frz. Skala: AD; з II ступенем складності скелелазіння за шкалою UIAA)
- Тривалість: 7–8 годин
- Вихідна точка: прихистки Oberaletschhütte (2 640 м.н.м.)
- Точка (громада) в долині: Блаттен бай Натерз (1 322 м.н.м.)

Ребро Хаслетріппе
- Важкість: шкала SAC — ZS+, II (шкала Frz.: AD+; з II ступенем складності скелелазіння за шкалою UIAA)
- Тривалість: 7–8 годин
- Вихідна точка: прихистки Konkordiahütten (2 850 м.н.м.)
- Точка (громада) в долині: Грінделвальд (1 034 м.н.м.)

Північна стіна
- Важкість: шкала SAC — S (шкала Frz.: D)
- Тривалість: 5–8 годин
- Вихідна точка: прихисток Hollandiahütte (3 240 м.н.м.)
- Точка (громада) в долині: Грінделвальд (1 034 м.н.м.)